# Глатбах
Глатбах (њем. Glattbach) општина је у њемачкој савезној држави Баварска. Једно је од 32 општинска средишта округа Ашафенбург. Према процјени из 2010. у општини је живјело 3.354 становника. Посједује регионалну шифру (AGS) 9671120.

## Географски и демографски подаци
Глатбах се налази у савезној држави Баварска у округу Ашафенбург. Општина се налази на надморској висини од 182 метра. Површина општине износи 3,5 km². У самом мјесту је, према процјени из 2010. године, живјело 3.354 становника. Просјечна густина становништва износи 950 становника/km².

## Међународна сарадња
| Мјесто           | Држава    | Врста сарадње | Од    |
| ---------------- | --------- | ------------- | ----- |
| Бретвил сир Одон | Француска | партнерство   | 1987. |
| Извор            |           |               |       |